# Fogaras (condado)
Fogaras foi um condado administrativo (comitatus) do Reino da Hungria. Seu território está agora no centro da Romênia (sudeste da Transilvânia). A capital do condado era Fogaras (atual Făgăraș).

## Geografia
O condado de Fogaras compartilhava fronteiras com a Romênia e os condados húngaros Szeben, Nagy-Küküllő e Brassó. O rio Olt formou a maior parte de sua fronteira norte. O cume das montanhas dos Cárpatos, no sul , forma sua fronteira sul. Sua área era de 2433 quilômetros quadrados por volta de 1910.

## História
A região de Fogaras era uma entidade territorial administrativa do Reino da Hungria desde o século XV. O condado de Fogaras foi formado em 1876, quando a estrutura administrativa da Transilvânia foi alterada. Em 1920, pelo Tratado de Trianon, o condado tornou-se parte da Romênia. Seu território fica nos atuais condados romenos Braşov e Sibiu (a parte mais ocidental).

## Dados demográficos
Em 1900, o condado tinha uma população de 92.801 pessoas e era composto pelas seguintes comunidades linguísticas:
| Total                 | Comunidades    |
| --------------------- | -------------- |
| Romeno                | 83.445 (89,9%) |
| Húngaro               | 5.159 (5,6%)   |
| Alemão                | 3.627 (3,9%)   |
| Eslovaco              | 32 (0,0%)      |
| Rutênio               | 5 (0,0%)       |
| Sérvio                | 3 (0,0%)       |
| Croata                | 1 (0,0%)       |
| Outro ou desconhecido | 529 (0,6%)     |

De acordo com o censo de 1900, o condado era composto pelas seguintes comunidades religiosas:
| Total                 | Comunidades    |
| --------------------- | -------------- |
| Ortodoxa Oriental     | 60.220 (64,9%) |
| Católico Grego        | 23.850 (25,7%) |
| Luterana              | 2.737 (2,9%)   |
| Católico Romano       | 2.454 (2,7%)   |
| Calvinista            | 2.225 (2,4%)   |
| Judeus                | 873 (0,9%)     |
| Unitarista            | 437 (0,5%)     |
| Outro ou desconhecido | 5 (0,0%)       |

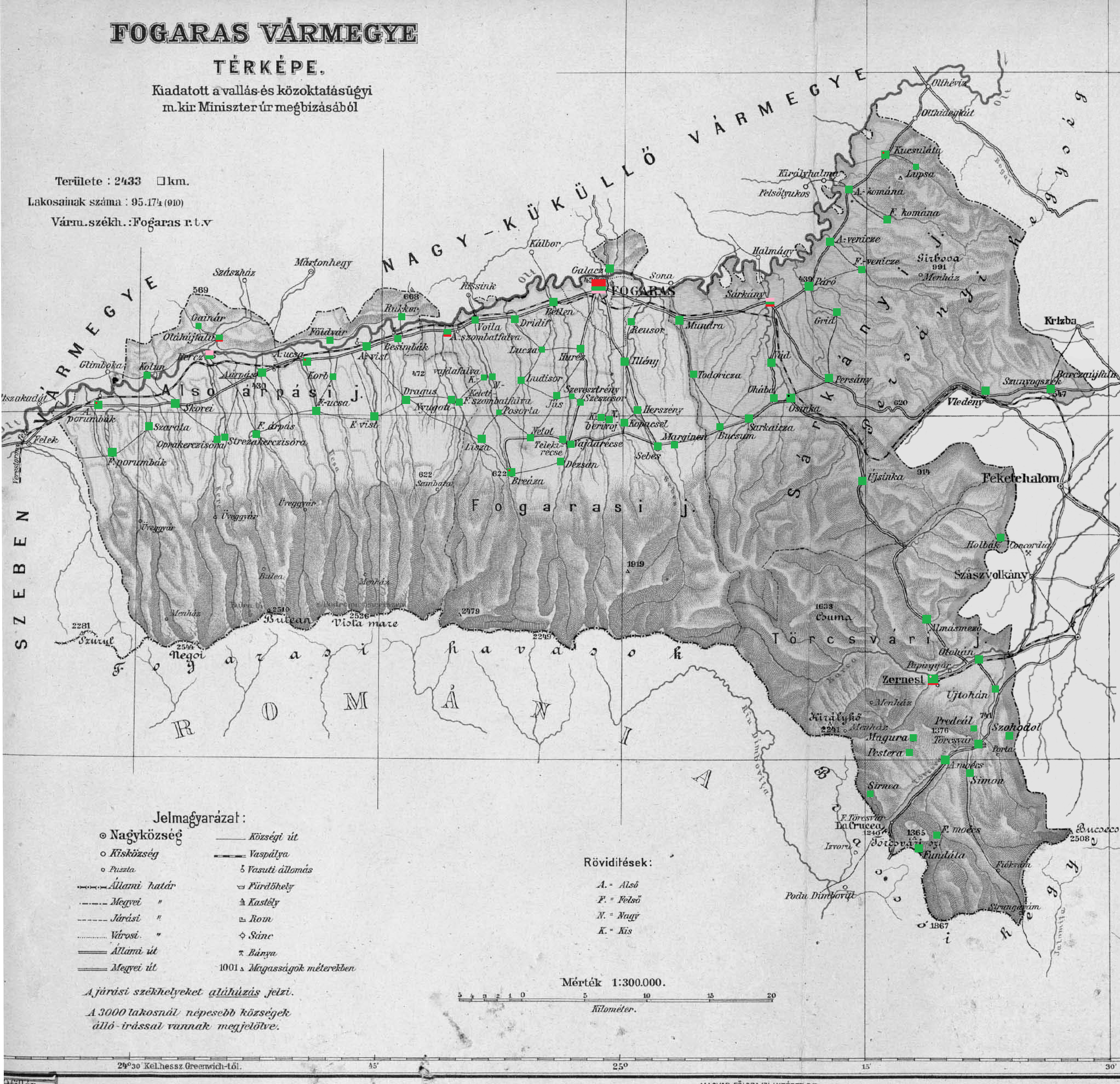
Mapa étnico do município com dados do censo de 1910

Em 1910, o município tinha uma população de 95.174 habitantes e era composto pelas seguintes comunidades linguísticas:
| Total                 | Comunidades    |
| --------------------- | -------------- |
| Romeno                | 84.436 (88,7%) |
| Húngaro               | 6.466 (6,8%)   |
| Alemão                | 3.236 (3,4%)   |
| Eslovaco              | 55 (0,0%)      |
| Sérvio                | 3              |
| Croata                | 5              |
| Rutênio               | 20             |
| Outro ou desconhecido | 953 (1,0%)     |

De acordo com o censo de 1910, o condado era composto pelas seguintes comunidades religiosas:
| Total                 | Comunidades    |
| --------------------- | -------------- |
| Ortodoxa Oriental     | 61.881 (65,0%) |
| Católico Grego        | 23.651 (24,8%) |
| Católico Romano       | 3.024 (3,2%)   |
| Luterana              | 2.768 (2,9%)   |
| Calvinista            | 2.441 (2,6%)   |
| Judeus                | 905 (1,0%)     |
| Unitarista            | 482 (0,5%)     |
| Outro ou desconhecido | 22 (0,0%)      |

## Subdivisões

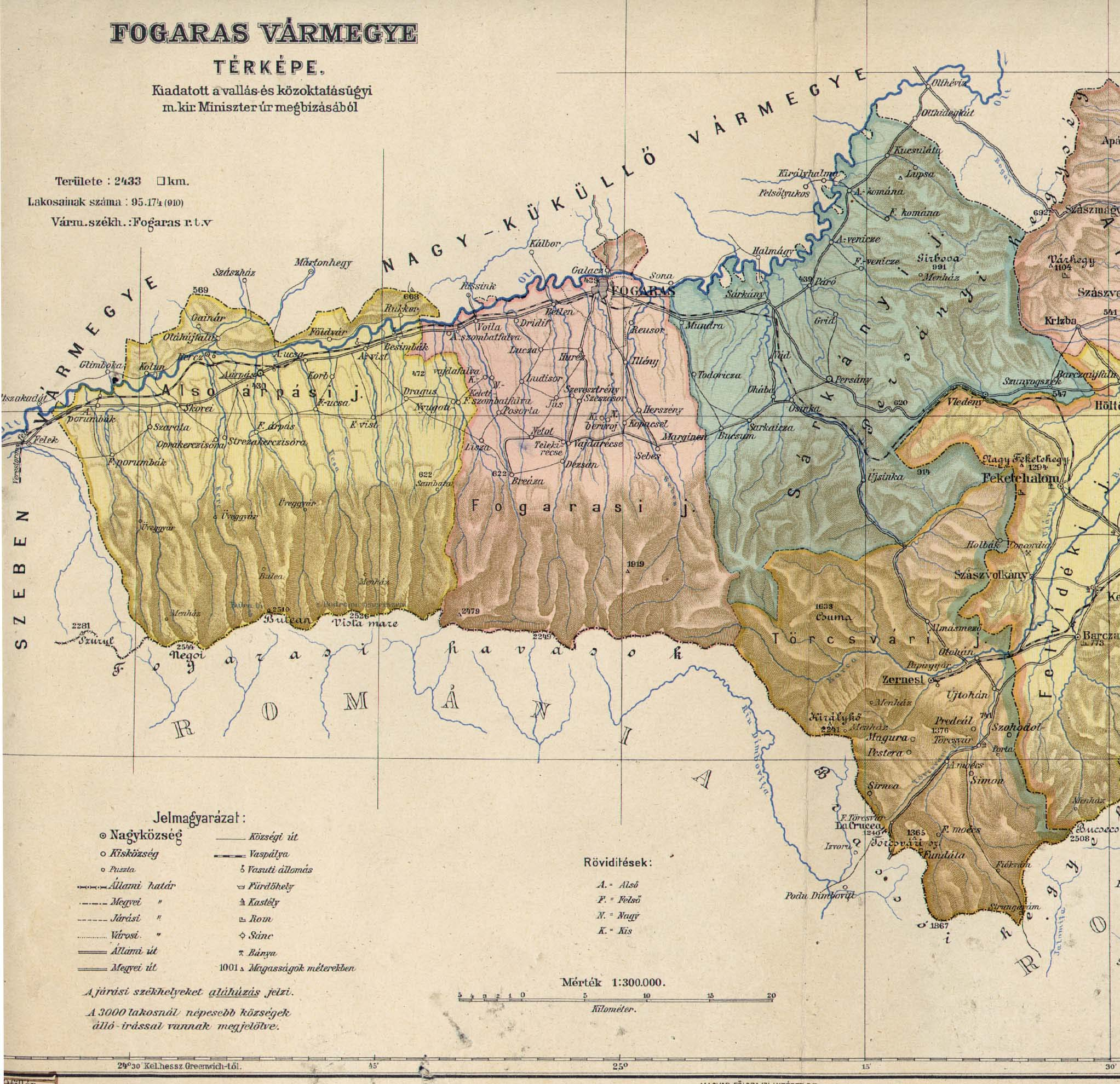
Mapa administrativo do condado de Fogaras

No início do século XX, as subdivisões do condado de Fogaras eram:
| Distritos (járás)                           | Distritos (járás)                  |
| Distrito                                    | Capital                            |
| ------------------------------------------- | ---------------------------------- |
| Alsóárpás                                   | Alsóárpás, (romeno: Arpaşu de Jos) |
| Fogaras                                     | Fogaras, (romeno: Făgăraş)         |
| Sárkány                                     | Sárkány, (romeno: Şercaia)         |
| Törcsvár                                    | Zernest, (romeno: Zărneşti)        |
| Distritos urbanos (rendezett tanácsú város) |                                    |
| Fogaras, (romeno: Făgăraş)                  |                                    |